# Football League Championship 2016/17
Het seizoen 2016/17 van de Football League Championship (ook wel bekend onder de naam Sky Bet Championship vanwege sponsorcontracten) was het dertiende seizoen van de Football League Championship onder de huidige naam en het vijfentwintigste seizoen in de huidige opzet. Het seizoen in deze op een na hoogste divisie in Engeland begon op 5 augustus met het duel tussen Fulham en Newcastle United. Die wedstrijd eindigde in een 1-0 overwinning voor de thuisploeg door een treffer in de 45ste minuut van Matt Smith. De 46ste en laatste speelronde vond plaats op zondag 7 mei 2017.
Newcastle United eindigde als eerste en maakte daardoor na een jaar afwezigheid zijn rentree in de Premier League. De club wist het kampioenschap op de laatste speeldag binnen te slepen door thuis met 3-0 te winnen van Barnsley terwijl Brighton & Hove Albion, die tot die tijd op de eerste plaats stonden, de laatste wedstrijd gelijk speelde in de uitwedstrijd bij Aston Villa. De eerste twee plaatsen geven recht op rechtstreekse promotie.
Achter Newcastle United en Brighton & Hove Albion speelden Huddersfield Town tegen Sheffield Wednesday en Fulham tegen Reading in de play-offs voor de derde en laatste promotie plek naar de Premier League. Huddersfield Town wist te winnen van Sheffield Wednesday en Reading won van Fulham. In de finale was Huddersfield Town na strafschoppen te sterk voor Reading. Na verlenging was de stand 0-0. Hiermee speelden Brighton & Hove Albion en Huddersfield Town voor het eerst in het bestaan in de Premier League.

## Teams
Er namen 24 teams deel aan de Football League Championship in het seizoen 2016/17. Zes teams waren afkomstig uit andere divisies en zes teams waren naar andere competities gepromoveerd of gedegradeerd. Wigan Athletic, Burton Albion en Barnsley promoveerden uit de League One en Aston Villa, Norwich City en Newcastle United degradeerden uit de Premier League. Bolton, MK Dons en Charlton Athletic degradeerden naar de League One en Burnley, Middlesbrough en Hull City promoveerden naar de Premier League.
| Club                    | Plaats                  | Stadion                  | Capaciteit |
| ----------------------- | ----------------------- | ------------------------ | ---------- |
| Aston Villa             | Birmingham              | Villa Park               | 42.785     |
| Barnsley                | Barnsley                | Oakwell Stadium          | 23.287     |
| Birmingham City         | Birmingham              | St. Andrew's             | 29.409     |
| Blackburn Rovers        | Blackburn               | Ewood Park               | 31.367     |
| Brentford               | Londen, Brentford       | Griffin Park             | 12.300     |
| Brighton & Hove Albion  | Brighton                | American Express Stadium | 30.750     |
| Bristol City            | Bristol                 | Ashton Gate              | 27.000     |
| Burton Albion           | Burton upon Trent       | Pirelli Stadium          | 6.912      |
| Cardiff City            | Cardiff                 | Cardiff City Stadium     | 33.280     |
| Derby County            | Derby                   | Pride Park               | 33.597     |
| Fulham                  | Londen, Fulham          | Craven Cottage           | 25.680     |
| Huddersfield Town       | Huddersfield            | John Smith's Stadium     | 24.121     |
| Ipswich Town            | Ipswich                 | Portman Road             | 30.311     |
| Leeds United            | Leeds                   | Elland Road              | 37.890     |
| Newcastle United        | Newcastle upon Tyne     | St James' Park           | 52.354     |
| Norwich City            | Norwich                 | Carrow Road              | 27.244     |
| Nottingham Forest       | Nottingham              | City Ground              | 30.576     |
| Preston North End       | Preston                 | Deepdale                 | 23.408     |
| Queens Park Rangers     | Londen, Shepherd's Bush | Loftus Road              | 18.360     |
| Reading                 | Reading                 | Madejski Stadium         | 24.200     |
| Rotherham United        | Rotherham               | New York Stadium         | 12.021     |
| Sheffield Wednesday     | Sheffield               | Hillsborough             | 39.812     |
| Wigan Athletic          | Wigan                   | DW Stadium               | 25.023     |
| Wolverhampton Wanderers | Wolverhampton           | Molineux                 | 31.700     |

## Personeel en sponsoring
| Team                    | Manager            | Aanvoerder       | Kleding merk  | Sponsor                                            |
| ----------------------- | ------------------ | ---------------- | ------------- | -------------------------------------------------- |
| Aston Villa             | Steve Bruce        | James Chester    | Under Armour  | Intuit QuickBooks                                  |
| Barnsley                | Paul Heckingbottom | Marc Roberts     | Puma          | C.K. Beckett                                       |
| Birmingham City         | Harry Redknapp     | Michael Morrison | Adidas        | 888sport                                           |
| Blackburn Rovers        | Tony Mowbray       | Jason Lowe       | Umbro         | Dafabet                                            |
| Brentford               | Dean Smith         | Harlee Dean      | Adidas        | 888sport                                           |
| Brighton & Hove Albion  | Chris Hughton      | Bruno            | Nike          | American Express                                   |
| Bristol City            | Lee Johnson        | Bailey Wright    | Bristol Sport | Lancer Scott                                       |
| Burton Albion           | Nigel Clough       | John Mousinho    | TAG           | Tempobet                                           |
| Cardiff City            | Neil Warnock       | Sean Morrison    | Adidas        | Visit Malaysia                                     |
| Derby County            | Gary Rowett        | Richard Keogh    | Umbro         | JUST EAT                                           |
| Fulham                  | Slaviša Jokanović  | Scott Parker     | Adidas        | Visit Florida                                      |
| Huddersfield Town       | David Wagner       | Mark Hudson      | Puma          | PURE Legal (home), RadianB (away), Cavonia (third) |
| Ipswich Town            | Mick McCarthy      | Luke Chambers    | Adidas        | Marcus Evans                                       |
| Leeds United            | Garry Monk         | Liam Bridcutt    | Kappa         | 32red                                              |
| Newcastle United        | Rafael Benítez     | Jamaal Lascelles | Puma          | Wonga                                              |
| Norwich City            | Daniel Farke       | Russell Martin   | Erreà         | Aviva                                              |
| Nottingham Forest       | Mark Warburton     | Chris Cohen      | Adidas        | 888sport                                           |
| Preston North End       | Simon Grayson      | Tom Clarke       | Nike          | 888sport                                           |
| Queens Park Rangers     | Ian Holloway       | Nedum Onuoha     | Dryworld      | Smarkets                                           |
| Reading                 | Jaap Stam          | Paul McShane     | Puma          | Carabao                                            |
| Rotherham United        | Paul Warne         | Lee Frecklington | Puma          | Hodge Clemco (home), APOGEE (away/third)           |
| Sheffield Wednesday     | Carlos Carvalhal   | Glenn Loovens    | Sondico       | Chansiri                                           |
| Wigan Athletic          | Paul Cook          | Stephen Warnock  | Kappa         | Intersport                                         |
| Wolverhampton Wanderers | Paul Lambert       | Danny Batth      | Puma          | The Money Shop                                     |

## Managerwisselingen
| Team                    | Vertrekkende manager    | Reden van vertrek       | Datum vertrek    | Plaats in de stand | Nieuwe manager     | Aanstellingsdatum |
| ----------------------- | ----------------------- | ----------------------- | ---------------- | ------------------ | ------------------ | ----------------- |
| Blackburn Rovers        | Paul Lambert            | Gezamenlijke beslissing | 28 april 2016    | voor seizoen       | Owen Coyle         | 2 juni 2016       |
| Cardiff City            | Russell Slade           | Promotie hoofd voetbal  | 8 mei 2016       | voor seizoen       | Paul Trollope      | 18 mei 2016       |
| Nottingham Forest       | Paul Williams           | Gezamenlijke beslissing | 12 mei 2016      | voor seizoen       | Philippe Montanier | 27 juni 2016      |
| Rotherham United        | Neil Warnock            | Einde contract          | 18 mei 2016      | voor seizoen       | Alan Stubbs        | 1 juni 2016       |
| Reading                 | Brian McDermott         | Ontslagen               | 27 mei 2016      | voor seizoen       | Jaap Stam          | 13 juni 2016      |
| Derby County            | Darren Wassall          | Einde contract          | 27 mei 2016      | voor seizoen       | Nigel Pearson      | 27 mei 2016       |
| Leeds United            | Steve Evans             | Ontslagen               | 31 mei 2016      | voor seizoen       | Garry Monk         | 2 juni 2016       |
| Aston Villa             | Eric Black              | Einde interim manager   | 2 juni 2016      | voor seizoen       | Roberto Di Matteo  | 2 juni 2016       |
| Wolverhampton Wanderers | Kenny Jackett           | Ontslagen               | 29 juli 2016     | voor seizoen       | Walter Zenga       | 30 juli 2016      |
| Aston Villa             | Roberto Di Matteo       | Ontslagen               | 3 oktober 2016   | 19e                | Steve Bruce        | 12 oktober 2016   |
| Cardiff City            | Paul Trollope           | Ontslagen               | 4 oktober 2016   | 23e                | Neil Warnock       | 5 oktober 2016    |
| Derby County            | Nigel Pearson           | Gezamenlijke beslissing | 8 oktober 2016   | 20e                | Steve McClaren     | 12 oktober 2016   |
| Rotherham United        | Alan Stubbs             | ontslagen               | 19 oktober 2016  | 24e                | Kenny Jackett      | 21 oktober 2016   |
| Wolverhampton Wanderers | Walter Zenga            | ontslagen               | 25 oktober 2016  | 18e                | Paul Lambert       | 5 november 2016   |
| Wigan Athletic          | Gary Caldwell           | ontslagen               | 25 oktober 2016  | 23e                | Warren Joyce       | 2 november 2016   |
| Queens Park Rangers     | Jimmy Floyd Hasselbaink | ontslagen               | 5 november 2016  | 17e                | Ian Holloway       | 11 november 2016  |
| Rotherham United        | Kenny Jackett           | Afgetreden              | 28 november 2016 | 24e                | Paul Warne         | 28 november 2016  |
| Birmingham City         | Gary Rowett             | Ontslagen               | 14 december 2016 | 7e                 | Gianfranco Zola    | 14 december 2016  |
| Nottingham Forest       | Philippe Montanier      | Ontslagen               | 14 januari 2017  | 20e                | Mark Warburton     | 14 maart 2017     |
| Blackburn Rovers        | Owen Coyle              | Ontslagen               | 21 februari 2017 | 23e                | Tony Mowbray       | 22 februari 2017  |
| Norwich City            | Alex Neil               | Ontslagen               | 10 maart 2017    | 8e                 | Daniel Farke       | 25 mei 2017       |
| Derby County            | Steve McClaren          | Ontslagen               | 12 maart 2017    | 10e                | Gary Rowett        | 14 maart 2017     |
| Wigan Athletic          | Warren Joyce            | Ontslagen               | 13 maart 2017    | 23e                | Paul Cook          | 31 mei 2017       |
| Birmingham City         | Gianfranco Zola         | Afgetreden              | 17 april 2017    | 20e                | Harry Redknapp     | 18 April 2017     |

## Eindstand
| №  | Club                    | WG | W  | G  | V  | DV | DT | +/– | Punten |
| -- | ----------------------- | -- | -- | -- | -- | -- | -- | --- | ------ |
| 1  | Newcastle United        | 46 | 29 | 7  | 10 | 85 | 40 | +45 | 94     |
| 2  | Brighton & Hove Albion  | 46 | 28 | 9  | 9  | 74 | 40 | +34 | 93     |
| 3  | Reading                 | 46 | 26 | 7  | 13 | 68 | 64 | +4  | 85     |
| 4  | Sheffield Wednesday     | 46 | 24 | 9  | 13 | 60 | 45 | +15 | 81     |
| 5  | Huddersfield Town       | 46 | 25 | 6  | 15 | 56 | 58 | -2  | 81     |
| 6  | Fulham                  | 46 | 22 | 14 | 10 | 85 | 57 | +28 | 80     |
| 7  | Leeds United            | 46 | 22 | 9  | 15 | 61 | 47 | +14 | 75     |
| 8  | Norwich City            | 46 | 20 | 10 | 16 | 85 | 69 | +16 | 70     |
| 9  | Derby County            | 46 | 18 | 13 | 15 | 54 | 50 | +4  | 67     |
| 10 | Brentford               | 46 | 18 | 10 | 18 | 75 | 65 | +10 | 64     |
| 11 | Preston North End       | 46 | 16 | 14 | 16 | 64 | 63 | +1  | 62     |
| 12 | Cardiff City            | 46 | 17 | 11 | 18 | 60 | 61 | -1  | 62     |
| 13 | Aston Villa             | 46 | 16 | 14 | 16 | 47 | 48 | −1  | 62     |
| 14 | Barnsley                | 46 | 15 | 13 | 18 | 64 | 67 | −3  | 58     |
| 15 | Wolverhampton Wanderers | 46 | 16 | 10 | 20 | 54 | 58 | -4  | 58     |
| 16 | Ipswich Town            | 46 | 13 | 16 | 17 | 48 | 58 | −10 | 55     |
| 17 | Bristol City            | 46 | 15 | 9  | 22 | 60 | 66 | −6  | 54     |
| 18 | Queens Park Rangers     | 46 | 15 | 8  | 23 | 52 | 66 | −14 | 53     |
| 19 | Birmingham City         | 46 | 13 | 14 | 19 | 45 | 64 | −19 | 53     |
| 20 | Burton Albion           | 46 | 13 | 13 | 20 | 49 | 63 | −14 | 52     |
| 21 | Nottingham Forest       | 46 | 14 | 9  | 23 | 62 | 72 | −10 | 51     |
| 22 | Blackburn Rovers        | 46 | 12 | 15 | 19 | 53 | 65 | −12 | 51     |
| 23 | Wigan Athletic          | 46 | 10 | 12 | 24 | 40 | 57 | −17 | 42     |
| 24 | Rotherham United        | 46 | 5  | 8  | 33 | 40 | 98 | −58 | 23     |

### legenda
| Kleur | Kwalificatie voor                   |
| ----- | ----------------------------------- |
|       | Promotie Premier League             |
|       | Play-offs promotie Premier League   |
|       | Degradatie naar Football League One |

## Play-offs
|  | Halve finale          | Halve finale      | Halve finale |     |         | Finale | Finale | Finale |
|  |                       |                   |              |     |         |        |        |        |
|  | Fulham                | 1                 | 0            |     |         |        |        |        |
|  | Reading               | 1                 | 1            |     |         |        |        |        |
|  | Reading               | 1                 | 1            |     | Reading | 0      |        |        |
|  |                       |                   |              |     | Reading | 0      |        |        |
|  |                       | Huddersfield Town | 0            | wns |         |        |        |        |
|  | Huddersfield Town wns | Huddersfield Town | 0            | wns | 0       | 1      |        |        |
|  | Huddersfield Town wns |                   |              |     | 0       | 1      |        |        |
|  | Sheffield Wednesday   | 0                 | 1            |     |         |        |        |        |

## Results
| Thuis \ Uit             | AST | BAR | BIR | BLB | BRE | B&HA | BRI | BRT | CAR | DER | FUL | HUD | IPS | LEE | NEW | NWC | NOT | PNE | QPR | REA | ROT | SHW | WIG | WOL |
| ----------------------- | --- | --- | --- | --- | --- | ---- | --- | --- | --- | --- | --- | --- | --- | --- | --- | --- | --- | --- | --- | --- | --- | --- | --- | --- |
| Aston Villa             |     | 1–3 | 1–0 | 2–1 | 1–1 | 1–1  | 2–0 | 2–1 | 3–1 | 1–0 | 1–0 | 1–1 | 0–1 | 1–1 | 1–1 | 2–0 | 2–2 | 2–2 | 1–0 | 1–3 | 3–0 | 2–0 | 1–0 | 1–1 |
| Barnsley                | 1–1 |     | 2–2 | 2–0 | 1–1 | 0–2  | 2–2 | 1–1 | 0–0 | 2–0 | 2–4 | 1–1 | 1–1 | 3–2 | 0–2 | 2–1 | 2–5 | 0–0 | 3–2 | 1–2 | 4–0 | 1–1 | 0–0 | 1–3 |
| Birmingham City         | 1–1 | 0–3 |     | 1–0 | 1–3 | 1–2  | 1–0 | 0–2 | 0–0 | 1–2 | 1–0 | 2–0 | 2–1 | 1–3 | 0–0 | 3–0 | 0–0 | 2–2 | 1–4 | 0–1 | 4–2 | 2–1 | 0–1 | 1–3 |
| Blackburn Rovers        | 1–0 | 0–2 | 1–1 |     | 3–2 | 2–3  | 1–1 | 2–2 | 1–1 | 1–0 | 0–1 | 1–1 | 0–0 | 1–2 | 1–0 | 1–4 | 2–1 | 2–2 | 1–0 | 2–3 | 4–2 | 0–1 | 1–0 | 1–1 |
| Brentford               | 3–0 | 0–2 | 1–2 | 1–3 |     | 3–3  | 2–0 | 2–1 | 2–2 | 4–0 | 0–2 | 0–1 | 2–0 | 2–0 | 1–2 | 0–0 | 1–0 | 5–0 | 3–1 | 4–1 | 4–2 | 1–1 | 0–0 | 1–2 |
| Brighton & Hove Albion  | 1–1 | 2–0 | 3–1 | 1–0 | 0–2 |      | 0–1 | 4–1 | 1–0 | 3–0 | 2–1 | 1–0 | 1–1 | 2–0 | 1–2 | 5–0 | 3–0 | 2–2 | 3–0 | 3–0 | 3–0 | 2–1 | 2–1 | 1–0 |
| Bristol City            | 3–1 | 3–2 | 0–1 | 1–0 | 0–1 | 0–2  |     | 0–0 | 2–3 | 1–1 | 0–2 | 4–0 | 2–0 | 1–0 | 0–1 | 1–1 | 2–1 | 1–2 | 2–1 | 2–3 | 1–0 | 2–2 | 2–1 | 3–1 |
| Burton Albion           | 1–1 | 0–0 | 2–0 | 1–1 | 3–5 | 0–1  | 1–2 |     | 2–0 | 1–0 | 0–2 | 0–1 | 1–2 | 2–1 | 1–2 | 2–1 | 1–0 | 0–1 | 1–1 | 2–4 | 2–1 | 3–1 | 0–2 | 2–1 |
| Cardiff City            | 1–0 | 3–4 | 1–1 | 2–1 | 2–1 | 0–0  | 2–1 | 1–0 |     | 0–2 | 2–2 | 3–2 | 3–1 | 0–2 | 0–2 | 0–1 | 1–0 | 2–0 | 0–2 | 0–1 | 5–0 | 1–1 | 0–1 | 2–1 |
| Derby County            | 0–0 | 2–1 | 1–0 | 1–2 | 0–0 | 0–0  | 3–3 | 0–0 | 3–4 |     | 4–2 | 1–1 | 0–1 | 1–0 | 0–2 | 1–0 | 3–0 | 1–1 | 1–0 | 3–2 | 3–0 | 2–0 | 0–0 | 3–1 |
| Fulham                  | 3–1 | 2–0 | 0–1 | 2–2 | 1–1 | 1–2  | 0–4 | 1–1 | 2–2 | 2–2 |     | 5–0 | 3–1 | 1–1 | 1–0 | 2–2 | 3–2 | 3–1 | 1–2 | 5–0 | 2–1 | 1–1 | 3–2 | 1–3 |
| Huddersfield Town       | 1–0 | 2–1 | 1–1 | 1–1 | 2–1 | 3–1  | 2–1 | 0–1 | 0–3 | 1–0 | 1–4 |     | 2–0 | 2–1 | 1–3 | 3–0 | 2–1 | 3–2 | 2–1 | 1–0 | 2–1 | 0–1 | 1–2 | 1–0 |
| Ipswich Town            | 0–0 | 4–2 | 1–1 | 3–2 | 1–1 | 0–0  | 2–1 | 2–0 | 1–1 | 0–3 | 0–2 | 0–1 |     | 1–1 | 3–1 | 1–1 | 0–2 | 1–0 | 3–0 | 2–2 | 2–2 | 0–1 | 3–0 | 0–0 |
| Leeds United            | 2–0 | 2–1 | 1–2 | 2–1 | 1–0 | 2–0  | 2–1 | 2–0 | 0–2 | 1–0 | 1–1 | 0–1 | 1–0 |     | 0–2 | 3–3 | 2–0 | 3–0 | 0–0 | 2–0 | 3–0 | 1–0 | 1–1 | 0–1 |
| Newcastle United        | 2–0 | 3–0 | 4–0 | 0–1 | 3–1 | 2–0  | 2–2 | 1–0 | 2–1 | 1–0 | 1–3 | 1–2 | 3–0 | 1–1 |     | 4–3 | 3–1 | 4–1 | 2–2 | 4–1 | 4–0 | 0–1 | 2–1 | 0–2 |
| Norwich City            | 1–0 | 2–0 | 2–0 | 2–2 | 5–0 | 2–0  | 1–0 | 3–1 | 3–2 | 3–0 | 1–3 | 1–2 | 1–1 | 2–3 | 2–2 |     | 5–1 | 0–1 | 4–0 | 7–1 | 3–1 | 0–0 | 2–1 | 3–1 |
| Nottingham Forest       | 2–1 | 0–1 | 3–1 | 0–1 | 2–3 | 3–0  | 1–0 | 4–3 | 1–2 | 2–2 | 1–1 | 2–0 | 3–0 | 3–1 | 2–1 | 1–2 |     | 1–1 | 1–1 | 3–2 | 2–0 | 1–2 | 4–3 | 0–2 |
| Preston North End       | 2–0 | 1–2 | 2–1 | 3–2 | 4–2 | 2–0  | 5–0 | 1–1 | 3–0 | 0–1 | 1–2 | 3–1 | 1–1 | 1–4 | 1–2 | 1–3 | 1–1 |     | 2–1 | 3–0 | 1–1 | 1–1 | 1–0 | 0–0 |
| Queens Park Rangers     | 0–1 | 2–1 | 1–1 | 1–1 | 0–2 | 1–2  | 1–0 | 1–2 | 2–1 | 0–1 | 1–1 | 1–2 | 2–1 | 3–0 | 0–6 | 2–1 | 2–0 | 0–2 |     | 1–1 | 5–1 | 1–2 | 2–1 | 1–2 |
| Reading                 | 1–2 | 0–0 | 0–0 | 3–1 | 3–2 | 2–2  | 2–1 | 3–0 | 2–1 | 1–1 | 1–0 | 1–0 | 2–1 | 1–0 | 0–0 | 3–1 | 2–0 | 1–0 | 0–1 |     | 2–1 | 2–1 | 1–0 | 2–1 |
| Rotherham United        | 0–2 | 0–1 | 1–1 | 1–1 | 1–0 | 0–2  | 2–2 | 1–2 | 1–2 | 1–1 | 0–1 | 2–3 | 1–0 | 1–2 | 0–1 | 2–1 | 2–2 | 1–3 | 1–0 | 0–1 |     | 0–2 | 3–2 | 2–2 |
| Sheffield Wednesday     | 1–0 | 2–0 | 3–0 | 2–1 | 1–2 | 1–2  | 3–2 | 1–1 | 1–0 | 2–1 | 1–2 | 2–0 | 1–2 | 0–2 | 2–1 | 5–1 | 2–1 | 2–1 | 1–0 | 0–2 | 1–0 |     | 2–1 | 0–0 |
| Wigan Athletic          | 0–2 | 3–2 | 1–1 | 3–0 | 2–1 | 0–1  | 0–1 | 0–0 | 0–0 | 0–1 | 0–0 | 0–1 | 2–3 | 1–1 | 0–2 | 2–2 | 0–0 | 0–0 | 0–1 | 0–3 | 3–2 | 0–1 |     | 2–1 |
| Wolverhampton Wanderers | 1–0 | 0–4 | 1–2 | 0–0 | 3–1 | 0–2  | 3–2 | 1–1 | 3–1 | 2–3 | 4–4 | 0–1 | 0–0 | 0–1 | 0–1 | 1–2 | 1–0 | 1–0 | 1–2 | 2–0 | 1–0 | 0–2 | 0–1 |     |

## Statistieken
Data afkomstig van fbref.com

### Wedstrijden
Grootste thuis overwinning: 

8 april 2017 Norwich City FC - Reading FC 7-1
Grootste uit overwinning: 

13 september 2016 Queens Park Rangers FC - Newcastle United FC 0-6
Meest doelpuntrijke wedstrijd:

10 december 2016: Wolverhampton Wanderers FC - Fulham FC 4-4

18 maart 2017: Burton Albion FC - Brentford FC 3-5

8 april 2017: Norwich City FC - Reading FC 7-1
Langste reeks overwinningen:

8 wedstrijden Newcastle United FC
Langste reeks ongeslagen:

18 wedstrijden Brighton & Hove Albion FC
Langste reeks zonder overwinning:

17 wedstrijden Rotherham United FC
Langste reeks verloren:

10 wedstrijden Rotherham United FC
Best bezochte wedstrijd:

53.201 toeschouwers, 14 april 2017: Newcastle United FC - Leeds United FC 1-1
Slechtst bezochte wedstrijd:

3.725 toeschouwers, 27 september 2016: Burton Albion FC - Queens Park Rangers FC 1-1

### Spelers

#### Topscorers
- In onderstaand overzicht zijn alleen de spelers opgenomen met tien of meer treffers achter hun naam.

| №  | Naam                | Club                           | Goals | Pen. | Duels | Gem. |
| -- | ------------------- | ------------------------------ | ----- | ---- | ----- | ---- |
| 1  | Chris Wood          | Leeds United                   | 27    | 5    | 44    | 0,61 |
| 2  | Dwight Gayle        | Newcastle United               | 23    | 0    | 32    | 0,72 |
| 3  | Tammy Abraham       | Bristol City                   | 23    | 2    | 41    | 0,56 |
| 4  | Glenn Murray        | Brighton & Hove Albion         | 23    | 4    | 45    | 0,51 |
| 5  | Jonathan Kodjia     | Aston Villa                    | 19    | 3    | 36    | 0,53 |
| 6  | Yann Kermorgant     | Reading                        | 18    | 2    | 42    | 0,43 |
| 7  | Cameron Jerome      | Norwich City                   | 16    | 0    | 40    | 0,40 |
| 8  | Lasse Vibe          | Brentford                      | 15    | 0    | 34    | 0,44 |
| 9  | Scott Hogan         | Brentford / Aston Villa        | 15    | 0    | 38    | 0,39 |
| 10 | Anthony Knockaert   | Brighton & Hove Albion         | 15    | 0    | 45    | 0,33 |
| 11 | Britt Assombalonga  | Nottingham Forest              | 14    | 2    | 32    | 0,44 |
| 12 | Tom Ince            | Derby County                   | 14    | 2    | 45    | 0,31 |
| 13 | Jota                | Brentford                      | 12    | 2    | 21    | 0,57 |
| 14 | Kenneth Zohore      | Cardiff City                   | 12    | 0    | 29    | 0,41 |
| 15 | Fernando Forestieri | Sheffield Wednesday            | 12    | 2    | 35    | 0,34 |
| 15 | Danny Graham        | Blackburn Rovers               | 12    | 3    | 35    | 0,34 |
| 17 | Elias Kachunga      | Huddersfield Town              | 12    | 0    | 42    | 0,29 |
| 17 | Matt Ritchie        | Newcastle United               | 12    | 3    | 42    | 0,29 |
| 19 | Jordan Hugill       | Preston North End              | 12    | 0    | 44    | 0,27 |
| 20 | Tom Cairney         | Fulham                         | 12    | 2    | 45    | 0,27 |
| 21 | Sam Winnall         | Barnsley / Sheffield Wednesday | 11    | 0    | 22    | 0,50 |
| 22 | Nélson Oliveira     | Norwich City                   | 11    | 1    | 28    | 0,39 |
| 23 | Sam Baldock         | Brighton & Hove Albion         | 11    | 0    | 31    | 0,35 |
| 24 | Stefan Johansen     | Fulham                         | 11    | 0    | 36    | 0,31 |
| 25 | Tomer Hemed         | Brighton & Hove Albion         | 11    | 6    | 37    | 0,30 |
| 26 | Lukas Jutkiewicz    | Birmingham City                | 11    | 2    | 38    | 0,29 |
| 27 | Danny Ward          | Rotherham United               | 11    | 0    | 41    | 0,27 |
| 28 | Sam Gallagher       | Blackburn Rovers               | 11    | 0    | 43    | 0,26 |
| 29 | Chris Martin        | Derby County / Fulham          | 10    | 2    | 31    | 0,32 |
| 30 | Idrissa Sylla       | Queens Park Rangers            | 10    | 0    | 32    | 0,31 |
| 31 | Hélder Costa        | Wolverhampton Wanderers        | 10    | 3    | 35    | 0,29 |
| 32 | Darren Bent         | Derby County                   | 10    | 2    | 37    | 0,27 |
| 33 | Steven Fletcher     | Sheffield Wednesday            | 10    | 2    | 38    | 0,26 |
| 34 | Jackson Irvine      | Burton Albion                  | 10    | 0    | 42    | 0,24 |
| 34 | Callum Robinson     | Preston North End              | 10    | 0    | 42    | 0,24 |
| 34 | Marley Watkins      | Barnsley                       | 10    | 0    | 42    | 0,24 |
| 37 | Nahki Wells         | Huddersfield Town              | 10    | 0    | 43    | 0,23 |
| 38 | David Edwards       | Wolverhampton Wanderers        | 10    | 0    | 44    | 0,23 |

#### Hat-tricks
| Speler          | Club                   | Tegenstander      | Uitslag | Datum             |
| --------------- | ---------------------- | ----------------- | ------- | ----------------- |
| Grant Ward      | Ipswich Town           | Barnsley          | 4–2     | 6 augustus 2016   |
| Scott Hogan     | Brentford              | Preston North End | 5–0     | 17 september 2016 |
| Dwight Gayle    | Newcastle United       | Norwich City      | 4–3     | 28 september 2016 |
| Glenn Murray    | Brighton & Hove Albion | Norwich City      | 5–0     | 29 oktober 2016   |
| Henri Lansbury  | Nottingham Forest      | Barnsley          | 5–2     | 25 november 2016  |
| Dwight Gayle    | Newcastle United       | Birmingham City   | 4–0     | 10 december 2016  |
| Nélson Oliveira | Norwich City           | Derby County      | 3–0     | 2 januari 2017    |
| Jota            | Brentford              | Rotherham United  | 4–2     | 25 februari 2017  |
| David Nugent    | Derby County           | Fulham            | 4–2     | 4 april 2017      |
| Nick Powell     | Wigan Athletic         | Barnsley          | 3–2     | 13 april 2017     |

#### Assists
- In onderstaand overzicht zijn alleen de spelers opgenomen met acht of meer assists achter hun naam.

| №  | Naam              | Club                    | Assists | Duels | Gem. |
| -- | ----------------- | ----------------------- | ------- | ----- | ---- |
| 1  | Conor Hourihane   | Barnsley / Aston Villa  | 14      | 42    | 0,33 |
| 2  | Wes Hoolahan      | Norwich City            | 10      | 33    | 0,30 |
| 3  | Albert Adomah     | Aston Villa             | 10      | 38    | 0,26 |
| 4  | Sone Aluko        | Fulham                  | 10      | 45    | 0,22 |
| 4  | Tom Cairney       | Fulham                  | 10      | 45    | 0,22 |
| 6  | Paul Gallagher    | Preston North End       | 9       | 31    | 0,29 |
| 7  | Tom Lawrence      | Ipswich Town            | 9       | 34    | 0,26 |
| 8  | Garath McCleary   | Reading                 | 9       | 41    | 0,22 |
| 9  | Aiden McGeady     | Preston North End       | 8       | 34    | 0,24 |
| 10 | Hélder Costa      | Wolverhampton Wanderers | 8       | 35    | 0,23 |
| 10 | Pablo Hernández   | Leeds United            | 8       | 35    | 0,23 |
| 12 | Stefan Johansen   | Fulham                  | 8       | 38    | 0,21 |
| 13 | Jonjo Shelvey     | Newcastle United        | 8       | 42    | 0,19 |
| 13 | Tommy Smith       | Huddersfield Town       | 8       | 42    | 0,19 |
| 13 | Marley Watkins    | Barnsley                | 8       | 42    | 0,19 |
| 16 | Anthony Knockaert | Brighton & Hove Albion  | 8       | 45    | 0,16 |

#### Gele en rode kaarten
- In onderstaand overzicht zijn alleen de spelers opgenomen met minimaal 10 gele kaarten achter hun naam.

In totaal werden er 1961 gele kaarten uitgedeeld.
| №  | Naam              | Club                              | Gele kaarten | Duels |
| -- | ----------------- | --------------------------------- | ------------ | ----- |
| 1  | Ben Pearson       | Preston North End                 | 14           | 31    |
| 2  | Pontus Jansson    | Leeds United                      | 14           | 34    |
| 3  | David Davis       | Cardiff City                      | 14           | 41    |
| 4  | Lewis Dunk        | Brighton & Hove Albion            | 13           | 43    |
| 4  | Jason Lowe        | Blackburn Rovers                  | 13           | 43    |
| 6  | Kevin McDonald    | Fulham                            | 13           | 45    |
| 7  | Tom Lawrence      | Ipswich Town                      | 12           | 34    |
| 8  | Joe Mattock       | Rotherham United                  | 12           | 36    |
| 9  | Ben Turner        | Burton Albion                     | 12           | 39    |
| 10 | Greg Cunningham   | Preston North End                 | 12           | 40    |
| 11 | Harlee Dean       | Brentford                         | 12           | 42    |
| 12 | James Perch       | Queens Park Rangers               | 11           | 32    |
| 13 | Alexander Tettey  | Norwich City                      | 11           | 35    |
| 14 | Jamie Ward        | Burton Albion / Nottingham Forest | 11           | 36    |
| 15 | Ryan Shotton      | Birmingham City                   | 11           | 43    |
| 16 | Jack Colback      | Newcastle United                  | 10           | 29    |
| 17 | Joey van den Berg | Reading                           | 10           | 30    |
| 18 | Bradley Johnson   | Derby County                      | 10           | 33    |
| 19 | Sam Hutchinson    | Sheffield Wednesday               | 10           | 34    |
| 20 | Jordan Obita      | Reading                           | 10           | 37    |
| 21 | Will Hughes       | Derby County                      | 10           | 38    |
| 22 | Lee Tomlin        | Bristol City                      | 10           | 38    |
| 22 | Danny Batth       | Wolverhampton Wanderers           | 10           | 39    |
| 24 | Jackson Irvine    | Burton Albion                     | 10           | 42    |
| 24 | Jonjo Shelvey     | Newcastle United                  | 10           | 42    |
| 26 | Luke Ayling       | Bristol Rovers / Leeds United     | 10           | 43    |
| 27 | Joe Bryan         | Bristol City                      | 10           | 44    |
| 27 | David Edwards     | Wolverhampton Wanderers           | 10           | 44    |
| 29 | Kyle Bartley      | Leeds United                      | 10           | 45    |
| 29 | Anthony Knockaert | Brighton & Hove Albion            | 10           | 45    |
| 31 | Chris Gunter      | Reading                           | 10           | 46    |

Er werden in het seizoen 2016-17 92 rode kaarten uitgedeeld. Nottingham Forest ontving de meeste kaarten, in totaal 9. In de tabel hieronder staan de spelers met meer dan 1 rode kaart. Deze rode kaart kan zowel in 1x rood zijn geweest of 2x geel.
| № | Naam               | Club                | Rode kaarten | Duels |
| - | ------------------ | ------------------- | ------------ | ----- |
| 1 | Hildeberto Pereira | Nottingham Forest   | 3            | 22    |
| 2 | Jermaine Beckford  | Nottingham Forest   | 2            | 18    |
| 3 | Sam Hutchinson     | Sheffield Wednesday | 2            | 33    |
| 3 | Kalvin Phillips    | Leeds United        | 2            | 33    |

### Clubs
| Team                   | Goal | Assist | Gele kaarten | Rode kaarten | De nul gehouden | Voor | Voor | SoDV | Tegen | Tegen | SoDT | e.d. | Ovt |
| ---------------------- | ---- | ------ | ------------ | ------------ | --------------- | ---- | ---- | ---- | ----- | ----- | ---- | ---- | --- |
| Aston Villa            | 46   | 33     | 90           | 4            | 14              | 6    | 1    | 172  | 4     | 1     | 168  | 2    | 549 |
| Barnsley               | 62   | 64     | 75           | 5            | 14              | 1    | 1    | 207  | 9     | 2     | 235  | 3    | 537 |
| Birmingham City        | 45   | 22     | 95           | 6            | 11              | 9    | 3    | 159  | 2     | 1     | 195  | 2    | 562 |
| Blackburn Rovers       | 49   | 34     | 71           | 2            | 9               | 6    | 2    | 154  | 3     | 0     | 213  | 3    | 480 |
| Brentford              | 73   | 57     | 80           | 2            | 13              | 2    | 3    | 212  | 5     | 3     | 229  | 2    | 495 |
| Brighton & Hove Albion | 74   | 44     | 75           | 5            | 21              | 10   | 1    | 196  | 2     | 3     | 154  | 3    | 590 |
| Bristol City           | 59   | 42     | 76           | 1            | 9               | 6    | 2    | 206  | 5     | 3     | 205  | 2    | 535 |
| Burton Albion          | 49   | 29     | 78           | 4            | 10              | 1    | 0    | 157  | 5     | 2     | 190  | 3    | 456 |
| Cardiff City           | 58   | 35     | 69           | 3            | 11              | 7    | 0    | 194  | 5     | 0     | 184  | 2    | 551 |
| Derby County           | 52   | 32     | 67           | 2            | 17              | 5    | 3    | 191  | 2     | 1     | 127  | 1    | 458 |
| Fulham                 | 83   | 56     | 80           | 4            | 12              | 4    | 7    | 232  | 6     | 3     | 140  | 2    | 442 |
| Huddersfield Town      | 55   | 35     | 91           | 4            | 12              | 2    | 2    | 198  | 7     | 2     | 155  | 0    | 533 |
| Ipswich Town           | 47   | 35     | 80           | 0            | 11              | 3    | 0    | 170  | 8     | 4     | 192  | 0    | 575 |
| Leeds United           | 59   | 41     | 83           | 3            | 15              | 6    | 0    | 149  | 4     | 1     | 168  | 1    | 557 |
| Newcastle United       | 82   | 50     | 79           | 3            | 19              | 3    | 2    | 246  | 4     | 3     | 140  | 3    | 528 |
| Norwich City           | 82   | 65     | 77           | 7            | 11              | 5    | 2    | 242  | 3     | 2     | 181  | 0    | 555 |
| Nottingham Forest      | 60   | 35     | 95           | 9            | 8               | 7    | 1    | 195  | 0     | 1     | 207  | 3    | 542 |
| Preston North End      | 62   | 49     | 81           | 5            | 12              | 2    | 1    | 190  | 4     | 4     | 208  | 2    | 542 |
| Queens Park Rangers    | 49   | 30     | 90           | 5            | 7               | 5    | 1    | 163  | 3     | 4     | 184  | 1    | 585 |
| Reading                | 67   | 41     | 95           | 4            | 16              | 6    | 6    | 198  | 7     | 2     | 214  | 1    | 518 |
| Rotherham United       | 38   | 29     | 76           | 3            | 3               | 0    | 1    | 182  | 7     | 6     | 244  | 2    | 545 |
| Sheffield Wednesday    | 58   | 39     | 68           | 6            | 16              | 5    | 2    | 200  | 2     | 2     | 174  | 2    | 556 |
| Wigan Athletic         | 37   | 31     | 85           | 0            | 13              | 2    | 0    | 146  | 3     | 4     | 187  | 1    | 575 |
| Wolves                 | 53   | 38     | 94           | 4            | 13              | 4    | 2    | 187  | 4     | 1     | 170  | 0    | 592 |

## Bezoekersaantallen
| Team                   | Stadion                            | Capaciteit | Gemiddeld | Minimum | Maximum | Percentage |
| ---------------------- | ---------------------------------- | ---------- | --------- | ------- | ------- | ---------- |
| Aston Villa            | Villa Park                         | 42,788     | 31,901    | 26,435  | 41,337  | 75%        |
| Barnsley               | Oakwell Stadium                    | 23,009     | 13,843    | 11,613  | 18,597  | 60%        |
| Birmingham City        | St Andrews                         | 30,009     | 18,137    | 15,212  | 29,656  | 60%        |
| Blackburn Rovers       | Ewood Park                         | 31,367     | 11,853    | 9,976   | 18,524  | 38%        |
| Brentford              | Griffin Park                       | 12,763     | 10,288    | 9,035   | 12,052  | 81%        |
| Brighton & Hove Albion | American Express Community Stadium | 30,750     | 27,619    | 24,166  | 30,230  | 90%        |
| Bristol City           | Ashton Gate                        | 27,000     | 18,953    | 16,444  | 22,512  | 70%        |
| Burton Albion          | Pirelli Stadium                    | 6,912      | 5,078     | 3,725   | 6,746   | 73%        |
| Cardiff City           | Cardiff City Stadium               | 33,280     | 16,335    | 13,894  | 22,776  | 49%        |
| Derby County           | Pride Park Stadium                 | 33,597     | 29,104    | 26,301  | 32,616  | 87%        |
| Fulham                 | Craven Cottage                     | 25,700     | 18,665    | 13,735  | 24,300  | 73%        |
| Huddersfield Town      | John Smith's Stadium               | 25,554     | 20,343    | 18,333  | 23,213  | 83%        |
| Ipswich Town           | Portman Road                       | 30,311     | 16,555    | 14,719  | 23,350  | 55%        |
| Leeds United           | Elland Road                        | 40,204     | 26,779    | 19,009  | 36,002  | 67%        |
| Newcastle United       | St James' Park                     | 52,389     | 51,111    | 47,907  | 52,231  | 98%        |
| Norwich City           | Carrow Road                        | 27,244     | 26,272    | 25,275  | 27,107  | 96%        |
| Nottingham Forest      | City Ground                        | 30,576     | 19,207    | 15,770  | 23,012  | 63%        |
| Preston North End      | Deepdale                           | 24,408     | 12,888    | 9,216   | 21,255  | 55%        |
| Queens Park Rangers    | Loftus Road                        | 18,360     | 14,426    | 11,635  | 17,404  | 79%        |
| Reading                | Madejski Stadium                   | 24,200     | 17,280    | 12,655  | 23,121  | 71%        |
| Rotherham United       | New York Stadium                   | 12,021     | 9,786     | 8,348   | 11,653  | 81%        |
| Sheffield Wednesday    | Hillsborough                       | 39,814     | 26,580    | 24,151  | 30,549  | 67%        |
| Wigan Athletic         | DW Stadium                         | 25,138     | 11,540    | 10,071  | 15,117  | 46%        |
| Wolves                 | Molineux                           | 30,852     | 21,944    | 17,156  | 27,541  | 71%        |

Er is voor de bezoekersaantallen gekeken naar de thuiswedstrijden van de clubs.

## Prijzen

### Speler en manager van de maand
| Maand     | Manager v/d maand | Manager v/d maand       | Speler v/d maand | Speler v/d maand  | Ref.            |
| Maand     | Trainer           | Club                    | Speler           | Club              | Ref.            |
| --------- | ----------------- | ----------------------- | ---------------- | ----------------- | --------------- |
| Augustus  | David Wagner      | Huddersfield Town       | Conor Hourihane  | Barnsley          | [ 99 ]          |
| September | Alex Neil         | Norwich City            | Scott Hogan      | Brentford         | [ 100 ]         |
| Oktober   | Rafael Benítez    | Newcastle United        | Sone Aluko       | Fulham            | [ 101 ]         |
| November  | Steve McClaren    | Derby County            | Henri Lansbury   | Nottingham Forest | [ 102 ]         |
| December  | Chris Hughton     | Brighton & Hove Albion  | Sam Winnall      | Barnsley          | [ 103 ] [ 104 ] |
| Januari   | Jaap Stam         | Reading                 | Chris Wood       | Leeds United      | [ 105 ]         |
| Februari  | David Wagner      | Huddersfield Town       | Aiden McGeady    | Preston North End | [ 106 ]         |
| Maart     | Paul Lambert      | Wolverhampton Wanderers | Tom Barkhuizen   | Preston North End | [ 107 ]         |
| April     | Carlos Carvalhal  | Sheffield Wednesday     | Yann Kermorgant  | Reading           | [ 108 ]         |